# Nadarzyce Wąskotorowe
Nadarzyce Wąskotorowe – nieistniejący przystanek kolei wąskotorowej w Nadarzycach w powiecie wrzesińskim, w województwie wielkopolskim, w Polsce.
Wchodził w skład Wrzesińskiej Kolei Powiatowej. Zlokalizowany był na południowy wschód od wsi. Przystanek powstał w 1898 i funkcjonował do 1976.